# Jean Hay (homme politique)
Pour les articles homonymes, voir Jean Hay et Hay.
Jean Hay, né le 21 janvier 1893 à La Rochelle (Charente-Inférieure) et mort le 21 avril 1945 à Ebensee (Autriche), est un homme politique français. 
Député radical de la Charente-Inférieure de 1939 à 1940
Déporté politique pour faits de résistance, il meurt à Ebensee, un des camps de concentration de Mauthausen.

## Biographie
Enseignant: Issu d'une famille rochelaise aux convictions républicaines fortes, être enseignant était pour Jean Hay un engagement citoyen qui s'inscrivait dans la logique des lois scolaires de Jules Ferry. Après trois années passées à enseigner au cours complémentaire du Château d'Oleron, c'est en octobre 1914 qu'il commence sa carrière de professeur de lettres à l'école primaire supérieure de Marennes. Mobilisé de septembre 1915 à août 1919, ce n'est qu'après la guerre qu'il reprendra son poste d'enseignant à Marennes jusqu'à son élection à la députation en 1939.
Militant: Pendant cette période de vingt ans de l'Entre-deux-guerres, il sera très actif dans le parti radical-socialiste en étant président du comité républicain de Marennes, au sein de la Ligue des Droits de l'Homme dont il sera le vice-président départemental et dans la loge maçonnique l'"Union rétablie" dont il sera l'orateur.
Député: Jean Hay sera élu conseiller d'arrondissement en octobre 1937 et député radical-socialiste de Marennes à la veille de la guerre, le 2 avril 1939. Il participa activement à la commission de la marine militaire mais nous retiendrons surtout qu'il obtint le changement de nom de la Charente qui d'inférieure devint maritime. Le 10 juillet 1940, avec 24 autres parlementaires de Poitou-Charentes, il votera les pleins pouvoirs au maréchal Pétain. Ce qu'il regrettera amèrement , dès le lendemain, quand Philippe Pétain trahira ses engagements et mettra en place une dictature. Par son attitude dans la Résistance, Jean Hay sera réhabilité à la Libération et sera même un des rares parlementaires à recevoir la médaille de la Résistance.
Résistant: Dès 1942, Jean Hay participera au groupement des parlementaires résistants. Contacté au début de 1943 par le colonel Laudoyer, chef de l'Armée secrète pour la Charente-Maritime, il dirigera l'Organisation Civile et Militaire pour le secteur de Marennes. Dénoncé, arrêté, torturé, il est emprisonné le 9 octobre 1943 à la prison St Maurice à Rochefort sur mer puis au fort du Hâ à Bordeaux.
Déporté politique: Le 6 avril 1944, c'est le départ en déportation avec 38 autres charentais, déportés NN (Nacht und Nebel), pour le camp de concentration du Struthof-Natzweiler. En septembre 1944, le camp est évacué et Jean Hay passera par Dachau, Mauthausen pour se retrouver pendant sept mois à Melk en Autriche. Dernière évacuation en avril 1945 par une "marche de la mort" de 90 km pour Ebensee où il devait mourir le 21 avril 1945, quinze jours avant la fin de la guerre.
En 1965, Henri Chaigneau lui rendait cet hommage: "Sa vie fut un exemple, sa fin devait être celle d'un martyr. Ainsi se terminait, dans la désolation d'Ebensee, une existence tout entière consacrée au bien public et animée par un haut idéal de fraternité humaine".
Le collège de Marennes porte le nom de Jean Hay ainsi que de nombreuses rues de Charente-Maritime.

## Sources
- « Jean Hay (homme politique) », dans le Dictionnaire des parlementaires français (1889-1940), sous la direction de Jean Jolly, PUF, 1960 [détail de l’édition]
- "Jean Hay l'épopée d'un républicain charentais de Marennes à l'enfer des camps" de François Hay, éditions Le passage des heures. 2016.  (ISBN 978-2-916405-65-0)